# Stilpnophleum
Stilpnophleum,  es un género de plantas herbáceas de la familia de las gramíneas o poáceas. Es originario de Rusia.
Algunos autores lo incluyen en el g´nero Deyeuxia, Calamagrostis.

## Especies
- Stilpnophleum anthoxanthoides  (Munroex Hook.f.) Nevski
- Stilpnophleum laguroies 	(Regel) Nevski